# 「おじさん」的思考
『「おじさん」的思考』（おじさんてきしこう）は、内田樹のエッセイ集、評論集。

## 概要
2002年4月10日、晶文社より刊行された。装丁は岩瀬聡。2011年7月23日、角川文庫として文庫化された。2012年2月2日、電子書籍版が発売された。
本書は、単著としては『ためらいの倫理学』（冬弓舎、2001年3月）に続く、2冊目のエッセイ集である。『ためらいの倫理学』と同じく、編集者からのオファーにより出版の運びとなった。文章の過半は版元の編集者が内田のホームページから選び出した文章で構成されている。内田はあとがきでこう記している。
「その本（注・『ためらいの倫理学』）を読んだ安藤さんが、『日本の正しいおじさん』の生き方を思想体系として整備することの喫緊であることを主張した私の一文に共鳴して、『日本の正しいおじさんの擁護と顕彰のための本』を編みたいと申し出られたのである」
発売後2か月弱の間に本書は5刷11,000部を記録。内田が以後、量産的に書籍を出版するきっかけとなった。

## 内容の一部
「普通じゃない」国日本の倫理的選択
「内田樹の研究室」2001年10月3日に掲載された。ブログ投稿日の朝日新聞で弘兼憲史が述べた意見のいくつかが引用されている。「軍隊の保有を認めるように憲法を改正すべきだ」という弘兼の意見に対し、内田は言う。「どうして、弘兼は『普通』になりたがるのか？ どうして『他と同じ』になりたがるのか？」
「護憲」派とは違う憲法九条擁護論
「内田樹の研究室」2001年5月6日に掲載された。内田の基本的な考えは以下のとおり。
「『憲法九条と自衛隊』この『双子的制度』は、アメリカのイニシアティヴのもとに戦後日本社会が狡知をこらして作り上げた『歴史上もっとも巧妙な政治的妥協』の一つである。（中略） 憲法九条と自衛隊がリアルに拮抗している限り、日本は世界でも例外的に安全な国でいられると私は信じている」
るんちゃんの旅立ち
「内田樹の研究室」2001年3月26日に掲載された。高校を卒業した一人娘が東京に旅立ったときのことを綴ったエッセイ。
「sauve qui peut」（ソーヴ・キ・プ）という言葉を内田は本エッセイで娘に贈る。「これは船が沈没したり、最前線が崩壊したりしたときに、最後に指揮官が兵士たちに告げる言葉である。『生き延びることができるものは、生き延びよ』（中略） 全知全力を尽くして君たちの困難な時代を生き延びてほしい。父ちゃんが言いたいことはそれだけだ」
「大人」になること――漱石の場合
晶文社のウェブサイトに連載された評論である。『虞美人草』について内田樹はこう述べる。「この小説の真の主人公は『内面のない』宗近くんであり、この心やさしく、行動力抜群のボンクラ青年のうちに漱石は近代日本の『青年の理想像』を託したのである」